# Assassin (película)
Assassin es una película estadounidense de 2023. Protagonizada por Bruce Willis, Andy Allo, Nomzamo Mbatha y Dominic Purcell, bajo la dirección de Jesse Atlas.

## Argumento
Una operación militar privada, dirigida por Valmora, inventa una tecnología de microchip futurista que permite que la mente de un agente habite el cuerpo de otra persona para llevar a cabo misiones encubiertas y mortales. Pero cuando el agente Sebastian muere durante una misión secreta, su esposa, Alexa, debe ocupar su lugar en un intento de llevar al responsable ante la justicia.

## Reparto
- Andy Allo como Mali
- Nomzamo Mbatha como Alexa
- Bruce Willis como Valmora
- Dominic Purcell como Adrian
- Mustafa Shakir como Sebastian
- Fernanda Andrade como Olivia
- Eugenia Kuzmina como Trainer
- Hannah Quinlivan como agente especial
- Vanessa Vander Pluym
- Chris Mullinax
- Andrea Lareo
- Dustin Quick como Shelyna
- Stanley Dyrector
- Davy J. Marr como
- Macarena Abad como
- Bruce Cooper
- Dominique Domingo como modelo
- Medi Em como
- John Michael Fuimara
- Michael Galate
- Bernie Gewissler
- Guetcha como modelo